# Jacalillos
Jacalillos är en ort i Mexiko.   Den ligger i kommunen Mexquitic de Carmona och delstaten San Luis Potosí, i den centrala delen av landet, 400 km nordväst om huvudstaden Mexico City. Jacalillos ligger 1 890 meter över havet och antalet invånare är 178.
Terrängen runt Jacalillos är huvudsakligen platt, men västerut är den kuperad. Runt Jacalillos är det tätbefolkat, med 570 invånare per kvadratkilometer. Närmaste större samhälle är San Luis Potosí, 19,4 km söder om Jacalillos. Omgivningarna runt Jacalillos är i huvudsak ett öppet busklandskap.